# Источна монсунска струја
Источна монсунска струја  је топла струја, која настаје у летњој половини године под утицајем југозападног пасата и егзистује од априла до септембра. Она представља северни крак Јужне екваторијалне или прецизније сомалске струје. Носи воде из Арабијског мора према истоку, јужно од Шри Ланке и све до Суматре.